# گریگور پشتیمالجیان
گریگور پشتیمالجیان (ارمنی: Գրիգոր Փեշտիմալջյան؛ زادهٔ ۱۷۷۴/۱۷۷۸ - درگذشت ۱۸۳۹) یک فیلسوف، آموزگار، ترجمه، و زبان‌شناس برجسته ارمنی‌تبار اهل امپراتوی عثمانی بود. وی یک چهره برجسته در جنبش بیداری و اصلاح‌طلبی ارمنیان در سده نوزدهم میلادی بود.

## زندگی‌نامه
گریگور پشتیمالجیان در شهر کنستانتینوپل به دنیا آمد. باقی حیات خویش را به نویسندگی و آموزش اختصاص داد. وی مدیر مدرسه ارمنی بزچیان شد جایی که وی همچنین زبان، علم بدیع، فلسفه و مذهب را تدریس می‌نمود. در سال ۱۸۲۸ به محض تأسیس مدرسه مذهبی و الحاق به اسقفی Kum Kapi وی به سمت سرآموزگاری و مدیریت اصلی آنجا برگزیده شد. وی در یک مدرسه علوم دینی در Haskoy تدریس می‌نمود و به عنوان معلم خصوصی یک خانواده بانکداران فعالیت می‌کرد

## یادداشت
1. ↑  Armenian Soviet Encyclopedia
2. ↑  Հայկական համառոտ հանրագիտարան
3. ↑  The Heritage of Armenian Literature: From the Eighteenth Century to Modern Times
4. ↑  AV Production
5. ↑  Armenian Soviet Encyclopedia
6. ↑  Հայկական համառոտ հանրագիտարան
7. ↑  AV Production
8. ↑  A century of Armenian Protestantism, 1846-1946